# Філі (станція)
Філі́ (рос. Фили) — залізнична станція Білоруського (Смоленського) напрямку Московської залізниці та маршруту МЦД-1
.
у Москві. За характером основної роботи є проміжною, за обсягом роботи віднесена до 3-го класу. Входить до Московсько-Смоленського центру організації роботи залізничних станцій ДЦС-3 Московської дирекції управління рухом. 
Має пряме сполучення моторвагонних поїздів з пунктами Савеловського та Курського напрямків.
Виходи на Новозаводську вулицю, вулицю 1812 року, до Промислового проїзду.
Є пересадною на станцію метро «Філі». Час руху від Москва-Пасажирська-Смоленська — 11 хвилин.

## Опис
На станції є 3 платформи: дві берегові та одна острівна. Вхід на діючі платформи № 2 і 3 здійснюють через підземний пішохідний перехід з турнікетними залами.
До 2013 року на станції було дві берегові платформи. З 2014 року по 20 березня 2016 року було побудовано третя платформа для електропоїздів в бік Москва-Пасажирська-Смоленська. З 28 липня по 30 жовтня 2015 року, платформа № 2 (тоді ще в бік Москва-Пасажирська-Смоленська) перебувала на реконструкції: стара берегова платформа була повністю розібрана, натомість неї побудована острівна на новому місці, ближче до станції метро «Філі». Зупинка поїздів на час перебудови не провадилась. При цьому її велика частина разом зі сходами в новий підземний перехід було побудовано ще з 2014 року. З 3 квітня 2016 року була проведена реконструкція платформи № 1. 28 квітня 2017 року було відкрито новий підземний перехід з турнікетними залами і ескалаторними спусками. Одночасно було закриті сходи з надземного пішохідного переходу на платформу № 2.
У платформи № 1 (в сторону області) розташована вокзальна будівля, нині відреставрована зсередини і обладнана невеликим числом сидячих місць в залі очікування.
В межах станції також розташована платформа Тестовська.

## Робота станції
Основним завданням роботи станції є розформування передавальних поїздів. Станцію Філі використовують такі великі підприємства:
- Московсько-західний порт;
- Два заводи з виробництва залізобетонних виробів;
- Московсько-руберойдовий завод (4 вагони/добу);
- Московсько-трубний завод (2 вагони/добу);
- АЙС — Філі — холодильник (1 вагон/квартал).

Середня кількість поїздів, що проїжджають через станцію на добу, — близько 100 пар.

## Колійний розвиток
Станція має 3 головних колії:
- I, II колія — для пасажирських поїздів;
- III колія — для вантажних поїздів;

4 приймальні колії, 3 тупика та 21 колії для обгону поїздів. Середня довжина приймально-відправних колій — 16 умовних вагонів.

## Перегони
У парному напрямку
Філі — Москва-Пасажирська-Смоленська — двоколійний (I, II головні колії);
Філі — Москва-Товарна-Смоленська — двоколійний (колії 4А, 3А).
У непарному напрямку
Філі — Кунцево-I — триколійний (I, II, III головні колії).

## Пересадка
- Філі
- Автобус: 69, 116, 178, 218, 366, с369, 470, 653